# ریخت‌شناسی شهری

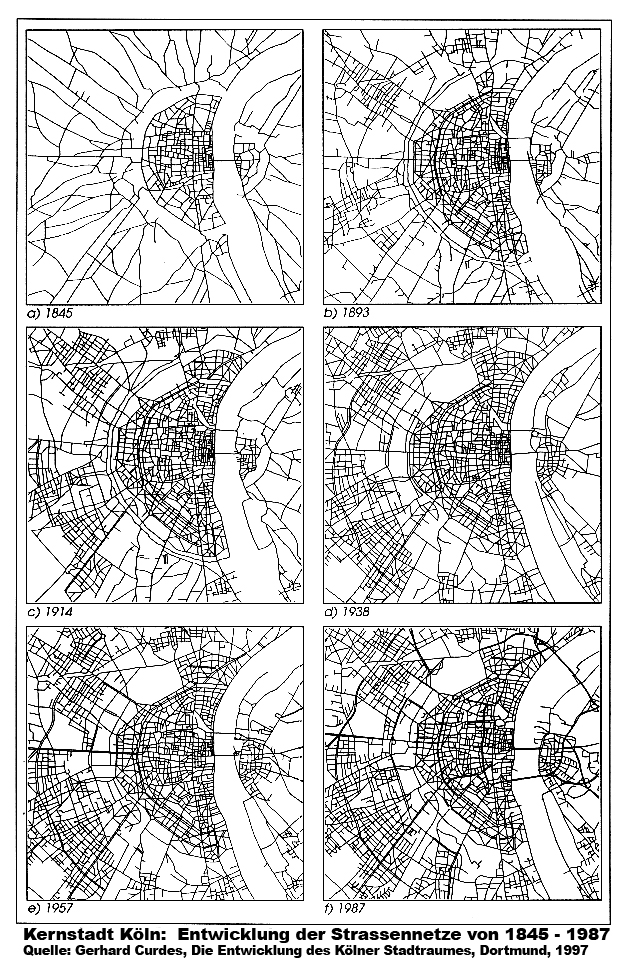
شبکه اصلی شکل دهنده شهر کلن.

ریخت‌شناسی  یا مورفولوژی شهری  به مطالعهٔ فرم سکونتگاه‌های انسانی و روند شکل‌گیری و تغییرشکل این سکونتگاه‌ها گفته می‌شود. هدف از مطالعهٔ ریخت‌شناسی، شناخت ساختار فضائی و خصوصیات یک منطقه شهری، شهر، شهرک یا روستا از طریق بررسی الگوی اجزاء و روند توسعه این مناطق است. ریخت‌شناسی شهری می‌تواند شامل تحلیل ساختار فیزیکی در مقیاس‌های مختلف و نیز الگوهای حرکت، کاربری زمین، مالکیت و اشتغال باشد . تحلیل فرم‌های فیزیکی معمولاً مشتمل بر بررسی الگوی خیابان‌ها، قطعات زمین و ساختمان‌ها؛ که درمجموع به آن‌ها دانه بندی شهری گفته می‌شود؛ می‌باشد. این تحلیل عموماً با استفاده از منابع کارتوگرافی و روند توسعه حاصل از مقایسهٔ نقشه‌های تاریخی، انجام می‌گیرد. در این زیرشاخه علمی توجه ویژه‌ای به چگونگی تغییر فرم یک شهر در طول زمان یا درمقایسه با سایر شهرها می‌شود. از دیگر موضوعات مهم مطرح در ریخت‌شناسی شهری بررسی و مطالعهٔ فرم‌های اجتماعی تأثیرگذار و تأثیرپذیر از چیدمان فیزیکی شهر و چگونگی فرایند تولید و بازتولید فرم‌های اجتماعی از فرم‌های فیزیکی، می‌باشد.
هرچند ایدهٔ اصلی ریخت‌شناسی (مورفولوژی) به نوشته‌های شاعر و فیلسوف مشهور، گوته (۱۷۹۰)، برمی‌گردد، این واژه برای نخستین بار در علوم زیستی به کار رفته و در سال‌های اخیر به‌طور فزاینده‌ای در علوم جغرافیا، زمین‌شناسی، زبان‌شناسی و سایر علوم (ازجمله برنامه‌ریزی شهری و طراحی شهری)، به کار گرفته‌شده‌است. ریخت‌شناسی شهری به عنوان یک شاخهٔ مطالعاتی مستقل ریشه در آراء و نظرات افرادی مانند لوئیس مامفورد، جیمز وانس و وارنز دارد. پیتر هال، مایکل بتی و سرژ سالات نیز از جمله افراد شاخص و صاحب نظر در این زمینه هستند. ریخت‌شناسی شهری به عنوان علم مطالعهٔ بافت‌های شهری و ابزار شناخت وضعیت محیط شهری، به‌طور معمول به طراحی شهری مرتبط می‌باشد.
- طراحی شهری
- برنامه‌ریزی شهری
- Landscape urbanism
- Settlement geography
- New urbanism
- Activity centre
- Transit-oriented development

## مطالعهٔ بیشتر
- Conzen, M.R.G. , Alnwick, Northumberland: A study in town-plan analysis, London, Institute of British Geographers, 1969
- Gilliland, Jason and Pierre Gauthier, The Study of Urban Form in Canada. Urban Morphology 2006 10(1) 51-66.
- Ley, Karsten: Understanding Urban Forms as Results of a Conditioning System of Interrelated Factors. Some Thoughts on the Issue of Morphologically Defining the City., RWTH Aachen 2010, [electronic resource].
- Malfroy, Sylvain and Gianfranco Caniggia, L'approche morphologique de la ville et du territoire. Zürich: Eidgenössische Technische Hochschule, Lehrstuhl fur Städtebaugeschichte, October 1986.
- Moudon, Anne Vernez, Built for Change: Neighbourhood Architecture in San Francisco.' Cambridge MA, MIT Press, 1986.
- Moudon, Anne Vernez, Getting to Know the Built Landscape: Typomorphology. in Franck, Karen A and Lynda H Schneekloth, Ordering Space: Types in Architecture and Design New York: Van Nostrand Reinhold, 1994.
- Panerai, Philippe, Jean-Charles Depaule, Marcelle Demorgon, and Michel Veyrenche, Elements d'analyse urbaine. Brussels: Editions Archives d'Architecture Moderne, 1980.
- Salat, Serge, Cities and Forms: on sustainable urbanism, Hermann Ed. , 2011.